# 함양 안국암 승탑
함양 안국암 승탑(咸陽 安國庵 僧塔)은 대한민국 경상남도 함양군 마천면 가흥리, 안국암에 있는 고려시대의 승탑이다.
1972년 2월 12일 경상남도의 유형문화재 제35호 안국암 부도로 지정되었다가, 2018년 12월 20일 현재의 명칭으로 변경되었다.

## 개요
안국암에 남아 있는 4기의 사리탑 중의 하나로, 기단(基壇)에서부터 지붕돌에 이르기까지 모두 8각의 평면을 기본으로 삼고 있다.
세부분으로 이루어진 기단은 가운데받침돌을 제외한 아래윗받침돌에 굵은 연꽃무늬를 둘렀다. 기단 위로는 탑신(塔身)의 몸돌을 얹기 전에 납작한 북모양의 돌을 끼워두었는데, 이것의 가운데 불룩한 부분에 꽃송이를 새긴 띠를 둘러 놓았다. 지붕돌은 밑면에 2단의 받침을 두었으며, 처마의 밑선은 수평을 이루고, 윗선은 부드러운 곡선을 그리고 있다.
함께 서있는 다른 사리탑들이 주로 조선시대의 작품인 것에 비해, 유일하게 고려시대의 것으로 추정되고 있다. 조금 둔해보이는 당시의 양식이 엿보이나, 비교적 안정감 있고 단정함을 간직한 소박한 모습이다.

## 참고 문헌
- 함양 안국암 승탑 - 국가유산청 국가유산포털